# Parkany (przystanek kolejowy)
Parkany (rum. Parcani, ros. Парканы, ukr. Паркани) – przystanek kolejowy w miejscowości Parkany, w rejonie Slobozia, w Naddniestrzu (de iure w Mołdawii). Położony jest na linii Rozdzielna – Tyraspol – Bendery.